# Cola bracteata
Cola bracteata é uma espécie de angiospérmica da família Sterculiaceae.
Apenas pode ser encontrada no seguinte país: Uganda.